# Contea di Hamilton (Kansas)
La contea di Hamilton (in inglese Hamilton County) è una contea dello Stato del Kansas, negli Stati Uniti. La popolazione al censimento del 2010 era di 2 690 abitanti. Il capoluogo di contea e la città più popolosa è Syracuse. La contea è stata fondata nel 1873 e prende il nome da Alexander Hamilton.

## Geografia fisica
Secondo lo United States Census Bureau, la contea ha una superficie di 2584,81 km² di cui 2582,22 km² è terra (99,90%) e 2,59 km² (0,10%) acque interne.

### Contee confinanti
- Contea di Greeley (nord)
- Contea di Wichita (nordest)
- Contea di Kearny (est)
- Contea di Grant (sudest)
- Contea di Stanton (sud)
- Contea di Prowers Colorado (ovest)

## Infrastrutture e trasporti

### Strade
- U.S. Route 50
- U.S. Highway 400
- Kansas Highway 27

## Geografia antropica

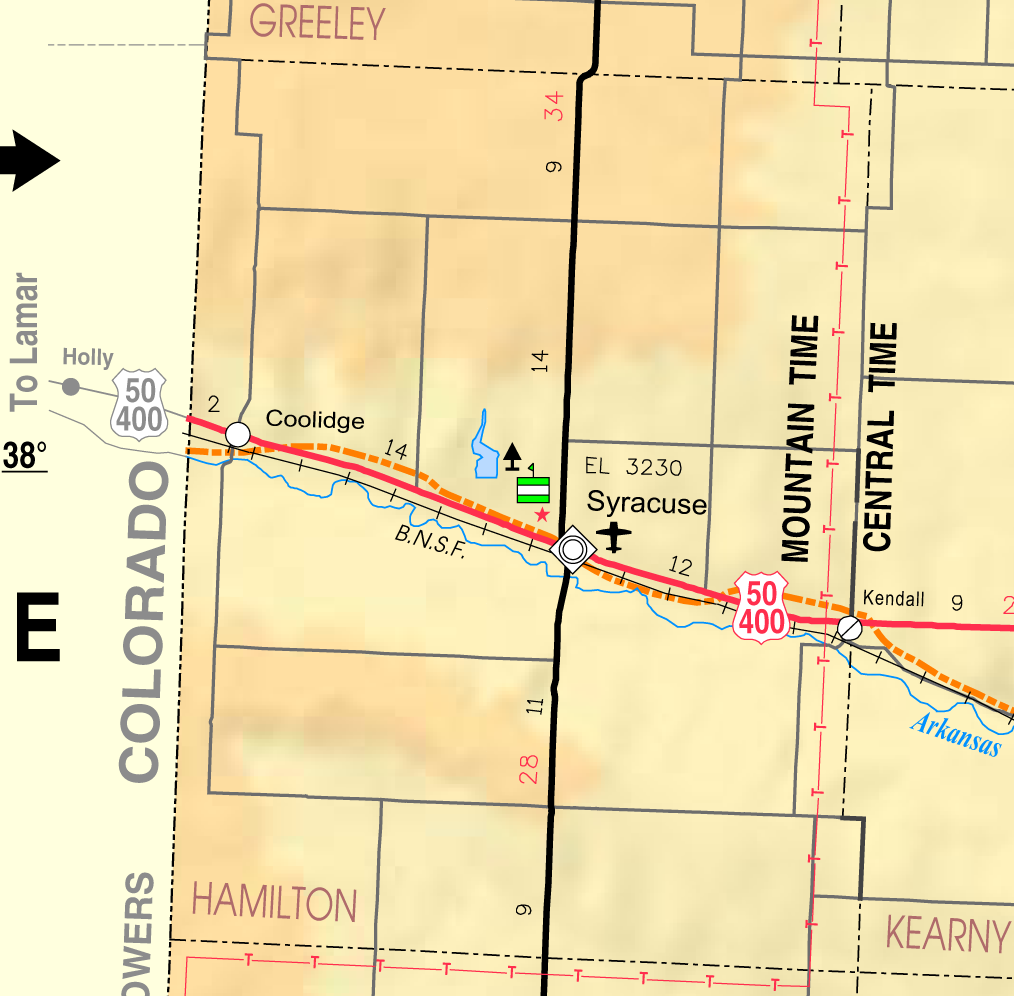
2005 KDOT Map of Kearny County (map legend)

### Città
- Coolidge
- Syracuse

### Unincorporated community
- Kendall

### Townships
La contea di Kearny è divisa in otto townships. Nessuna città all'interno della contea è considerata governi indipendenti, e tutti i dati per le townships comprendono quelli delle città.
- Bear Creek
- Coolidge
- Kendall
- Lamont
- Liberty
- Richland
- Syracuse